# Gagnac-sur-Garonne
Gagnac-sur-Garonne is een gemeente in het Franse departement Haute-Garonne (regio Occitanie). De plaats maakt deel uit van het arrondissement Toulouse. Gagnac-sur-Garonne telde op 1 januari 2022 3.223 inwoners.

## Geografie
De oppervlakte van Gagnac-sur-Garonne bedroeg op 1 januari 2022 4,34 vierkante kilometer; de bevolkingsdichtheid was toen 742,6 inwoners per km².

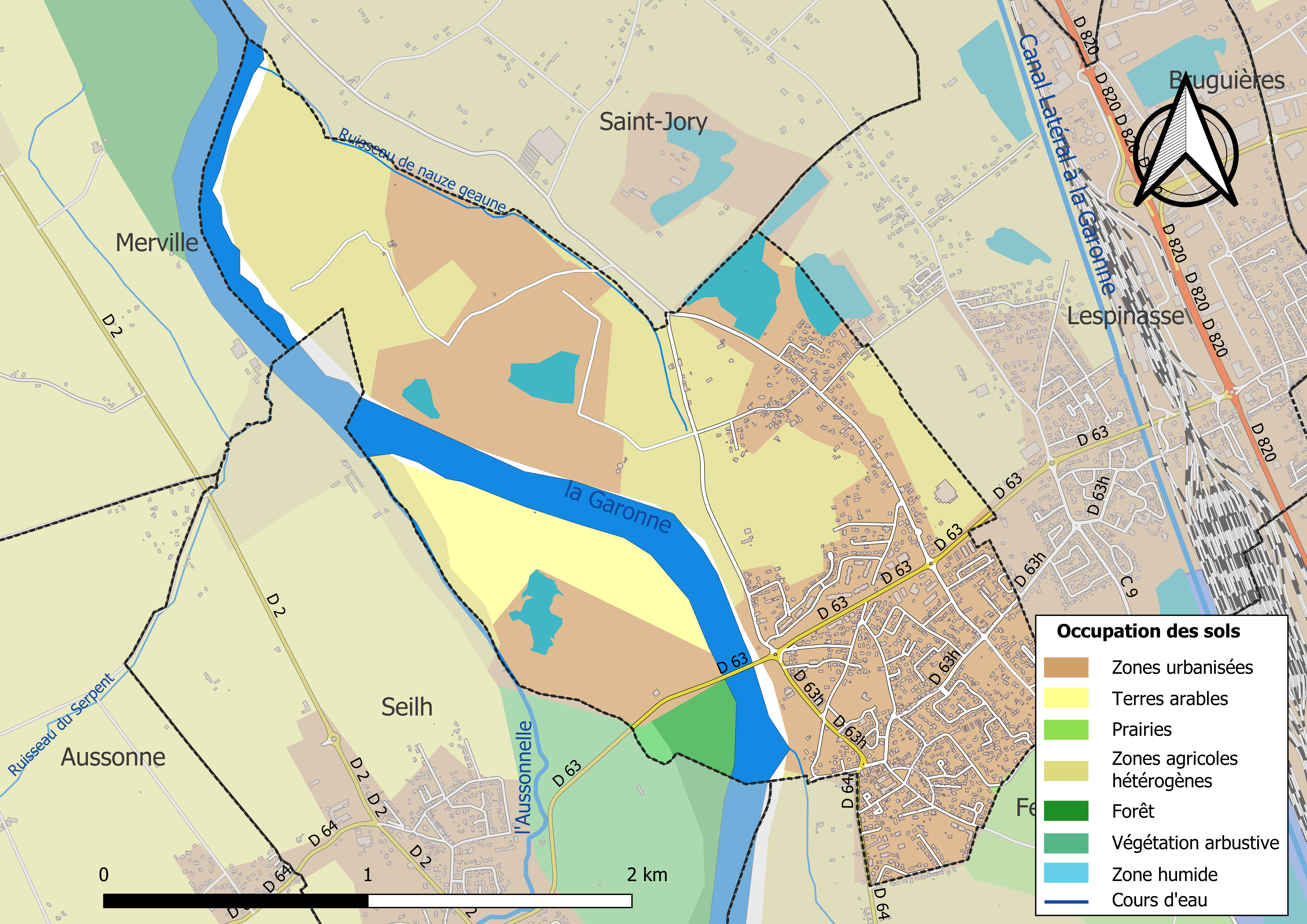
Kaart van de gemeente met belangrijkste infrastructuur, bodemgebruik en omliggende gemeenten

## Demografie
Onderstaande figuur toont het verloop van het inwonertal (bron: INSEE-tellingen).